# Luigi Franza
Luigi Franza (24 de fevereiro de 1939 - 19 de outubro de 2020) foi um político e advogado italiano.

## Biografia
Franza nasceu em Ariano Irpino, Itália, em 24 de fevereiro de 1939. O seu pai era o proeminente político Enea Franza.
Franza foi eleito para o Senado italiano de 1983 até 1994 na região da Campânia pelo Partido Socialista Democrático Italiano. Durante este período, ele também atuou como subsecretário do Ministério das Relações Extermas da Itália no governo de Goria.
Fora da política, Franza também foi um advogado de sucesso. Ele serviria na Ordem dos Advogados local de 2004 a 2008.
Franza morreu em 19 de outubro de 2020, em Roma.